# حكومة الفيلالي الأولى
حكومة الفيلالي الأولى هي الحكومة الثانية والعشرون منذ استقلال المغرب عام 1955، تم تشكيلها في 7 يونيو 1994 إلى غاية 31 يناير 1995 ليتم تعويضها بحكومة الفيلالي الثانية.

## التكوين
بعد مرور عام على الانتخابات التشريعية المغربية لعام 1993، دعا الملك الحسن الثاني عبد اللطيف الفيلالي بتاريخ 25 ماي 1994 ليحل محل محمد كريم العمراني وتشكيل حكومة جديدة.
في 7 يونيو 1994، تمت الموافقة رسميًا على القائمة الحكومية - المكونة من 32 حقيبة - وتعيينها من قبل الملك الحسن الثاني.

## التركيبة
|    | الصورة | المنصب                                                                | الاسم                        |
| -- | ------ | --------------------------------------------------------------------- | ---------------------------- |
| 1  |        | الوزير الأول ووزير الخارجية                                           | عبد اللطيف الفيلالي          |
| 2  |        | وزير الدولة                                                           | مولاي احمد العلوي            |
| 3  |        | وزير الدولة للداخلية والإعلام                                         | ادريس البصري                 |
| 4  |        | وزير العدل                                                            | محمد الإدريسي العلمي المشيشي |
| 5  |        | وزير الصحة العمومية                                                   | عبد الرحيم الهاروشي          |
| 6  |        | وزير المالية والإستثمارات                                             | محمد ساغو                    |
| 7  |        | وزير التربية الوطنية                                                  | محمد كنيدري                  |
| 8  |        | وزير الصيد البحري والملاحة التجارية                                   | مصطفى ساهل                   |
| 9  |        | وزير الأشغال العمومية والتكوين المهني وتكوين الأطر                    | محمد حصاد                    |
| 10 |        | وزير النقل                                                            | الراشدي الغزواني             |
| 11 |        | وزير البريد والمواصلات                                                | عبد السلام أحيزون            |
| 12 |        | وزير الفلاحة والإستثمار الفلاحي                                       | عبد العزيز مزيان بلفقيه      |
| 13 |        | وزير الشباب والرياضة                                                  | إدريس العلوي المدغري         |
| 14 |        | وزير التجارة والصناعة                                                 | ادريس جطو                    |
| 15 |        | وزير الأوقاف والشؤون الإسلامية                                        | عبد الكبير المدغري العلوي    |
| 16 |        | وزير التشغيل والشؤون الإجتماعية                                       | رفيق الحداوي                 |
| 17 |        | وزير الطاقة والمعادن                                                  | عبد اللطيف الكراوي           |
| 18 |        | وزير الشؤون الثقافية                                                  | محمد علال سيناصر             |
| 19 |        | وزير الإسكان                                                          | ادريس التولالي               |
| 20 |        | وزير السياحة                                                          | سيرج بيرديغو                 |
| 21 |        | وزير التجارة الخارجية والإستثمارات الخارجية والصناعة التقليدية        | مراد الشريف                  |
| 22 |        | الأمين عام للحكومة                                                    | عبد الصادق ربيع              |
| 23 |        | وزير منتدب لدى الوزير الأول المكلف بالشؤون الإدارية                   | عزيز حسبي                    |
| 24 |        | وزير منتدب لدى الوزير الأول                                           | عبد الرحمن السباعي           |
| 25 |        | وزير منتدب لدى الوزير الأول المكلف بالجالية المغربية القاطنة بالخارج  | أحمد الوردي                  |
| 26 |        | وزير منتدب لدى الوزير الأول المكلف بالعلاقات مع البرلمان              | محمد معتصم                   |
| 27 |        | وزير منتدب لدى الوزير الأول                                           | عمر القباج                   |
| 28 |        | وزير منتدب لدى الوزير الأول المكلف بحقوق الإنسان                      | عمر عزيمان                   |
| 29 |        | وزير منتدب لدى الوزير الأول المكلف بتحويل منشآت عامة إلى القطاع الخاص | عبد الرحمن السعيدي           |
| 30 |        | كاتب الدولة للشؤون الخارجية والتعاون                                  | الطيب الفاسي الفهري          |
| 31 |        | نائب كاتب الدولة للشؤون الداخلية المكلف بالبيئة                       | شوقي السرغيني                |